# 184314 مبامواناواريسا
184314 مبامواناواريسا (بالإنجليزية: 2005 EO302) هو كويكب ضمن حزام الكويكبات؛ وترتيبه 184314 من حيث الاكتشاف.
اكتُشف هذا الجُرم الفلكي بواسطة مارك ويليام بوي في 11 مارس 2005.

## وصلات خارجية
- 184314 مبامواناواريسا في قاعدة بيانات مختبر الدفع النفاث لأجرام النظام الشمسي الصغيرة

- الاكتشاف · مخطط المدار ·  العناصر المدارية · المعلمات المادية

- 184314 مبامواناواريسا على موقع ويكي سكاي: DSS2, SDSS, GALEX, IRAS, Hydrogen α, X-Ray, Astrophoto, Sky Map, Articles and images